# 古埃泽克
古埃泽克（法語：Gouézec，法語發音：[ɡwezɛk]）是法国菲尼斯泰尔省的一个市镇，属于沙托兰区。

## 地理
古埃泽克（48°10'11"N, 3°58'22"W）面积30.94 平方千米，位于法国布列塔尼大區菲尼斯泰尔省，该省份为法国最西部的省份，位于布列塔尼半岛西部，北西南三面环大西洋，东临阿摩尔滨海省和莫尔比昂省。
与古埃泽克接壤的市镇（或旧市镇、城区）包括：布列克、埃代恩、莱农、洛泰、普莱邦、圣图瓦。

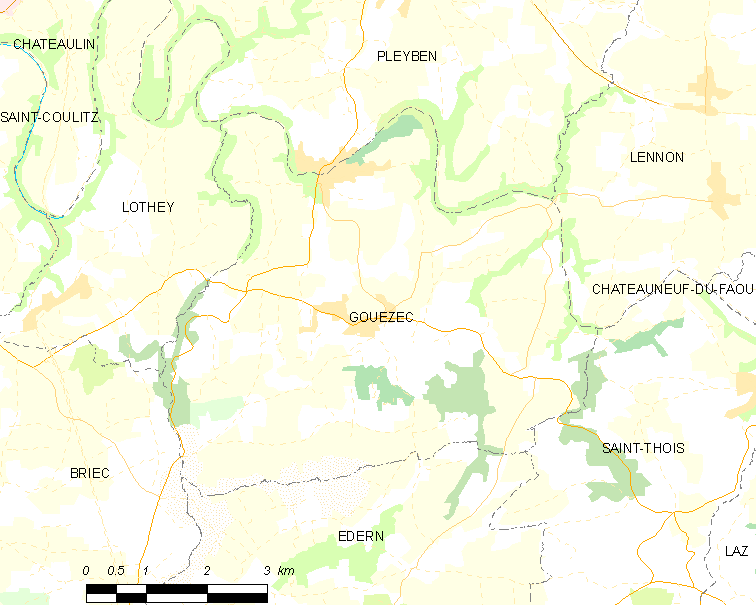
古埃泽克的OSM定位图

古埃泽克的时区为UTC+01:00、UTC+02:00（夏令时）。

## 行政
古埃泽克的邮政编码为29190，INSEE市镇编码为29062。

## 政治
古埃泽克所属的省级选区为布列克县。

## 人口

1962-2008年间古埃泽克人口变化图示

古埃泽克于2022年1月1日时的人口数量为1115人。